# Hun Manet
Hun Manet (tiếng Khmer: ហ៊ុន ម៉ាណែត, tên kèm tước hiệu đầy đủ là: Samdech Moha Bovorthipadi Hun Manet, sinh ngày 20 tháng 10 năm 1977) là chính khách và tướng lĩnh Quân đội Hoàng gia Campuchia (RCAF). Ông hiện là Thủ tướng Vương quốc Campuchia kể từ năm 2023. Hun Manet là con trai cả của cựu Thủ tướng Campuchia Hun Sen và phu nhân Bun Rany, người đã bổ nhiệm ông làm người kế vị.

## Thời thơ ấu
Manet lớn lên và học trung học tại thành phố Phnôm Pênh, tới năm 1995 thì tham gia vào Quân đội Hoàng gia Campuchia. Cùng trong năm đó, ông theo học tại Học viện Quân sự Hoa Kỳ ở West Point. Manet tốt nghiệp năm 1999 và là người Campuchia đầu tiên tốt nghiệp Học viện này.

## Sự nghiệp
Năm 34 tuổi, ông được thăng lên cấp bậc thiếu tướng.
Năm 41 tuổi, ông được thăng lên cấp đại tướng.
Cựu thủ tướng Hun Sen, cha của Hun Manet, khi còn đương chức, đã từng nhiều lần để lộ ý định để con trai mình kế vị chức vụ Thủ tướng Campuchia. Ý định trên trở thành hiện thực vào ngày 7 tháng 8 năm 2023, khi Quốc vương Campuchia Norodom Sihamoni chính thức bổ nhiệm ông làm Thủ tướng. Ngày 22 tháng 8 năm 2023, ông chính thức trở thành Thủ tướng của quốc gia này.

## Quan điểm chính trị
Ông Manet có quan điểm xây dựng quân đội Campuchia mạnh hơn.